# GNU Radio
GNU Radio est une suite logicielle dédiée à l’implémentation de radios logicielles et de systèmes de traitement du signal. Équipé de ce logiciel libre, un groupe de scientifiques a rétabli le contact avec un satellite des années 1970 pour le piloter et le replacer sur orbite terrestre.

## Vue d’ensemble

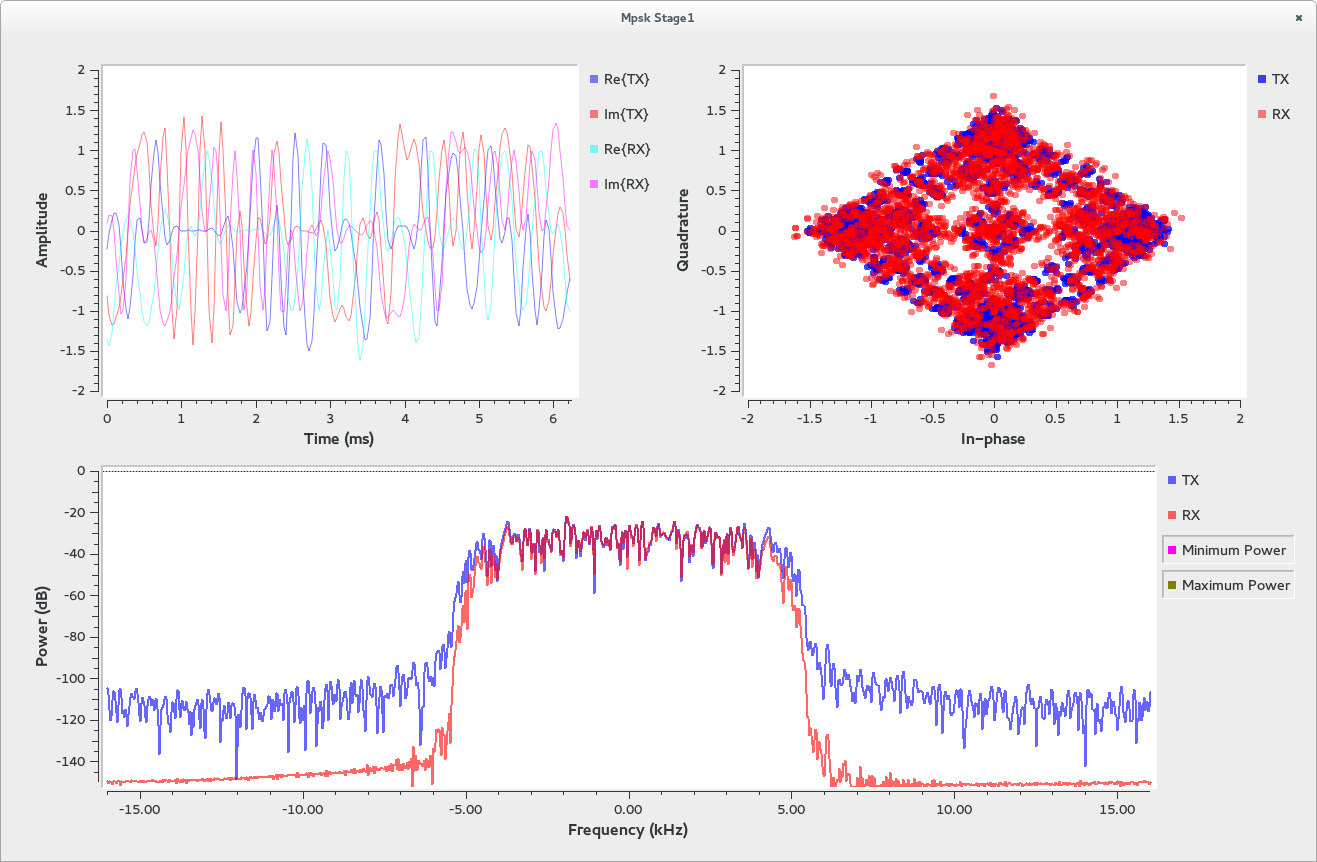
Transmission analogique d'un signal

Les fonctions de traitement du signal sont implémentées en C++ et les modules complémentaires sont en Python.

### GNU Radio Companion
Une interface graphique (GNU Radio Companion) permet d’assembler les modules graphiquement.  Cet ensemble d’outils permet d’effectuer des simulations ou de fonctionner sur des signaux réels.

## La conquête spatiale du logiciel libre

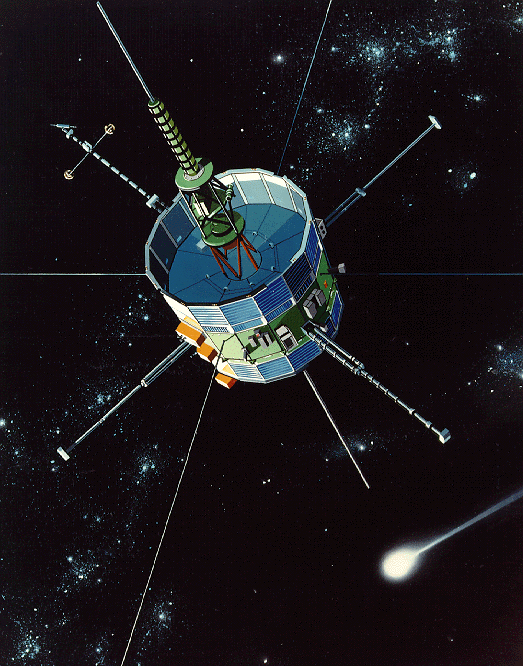
La sonde spatiale ISEE3-ICE pilotée par GNU Radio.

GNU Radio  contrôle aujourd’hui[Quand ?] la sonde spatiale International Cometary Explorer. Il s’agit du satellite International Sun-Earth Explorer-3 (ISEE-3) lancé en 1978 par la NASA pour surveiller l’activité du Soleil. La mission s’était terminée en 1999 quand la NASA abandonna ISEE-3  sur l’orbite du Soleil bien qu’elle fût encore opérationnelle. On découvrit en 2008 que le satellite émettait toujours un signal et qu’il devait repasser près de la Terre en août 2014. La NASA réalisa qu’elle n’avait ni le budget, ni les équipements nécessaires pour réinitialiser le contact. La sonde était pourtant bien opérationnelle et contenait encore du carburant. Un groupe de scientifiques, de programmeurs et d’ingénieurs volontaires s’organisèrent alors autour du projet ISEE-3 Reboot pour rétablir le contact et diriger la sonde sur une orbite stable afin de reprendre la mission. Ils utilisèrent pour cela GNU Radio.  Les membres du projet ont repris le contrôle de la sonde spatiale en adaptant GNU Radio au protocole de communication utilisé par le satellite dans les années 1970 et réussirent ainsi à réactiver les propulseurs en juillet 2014. Ils tenteront prochainement[Quand ?] de déplacer le satellite sur orbite terrestre.